# مقاطعة كلارك (إنديانا)
مقاطعة كلارك (بالإنجليزية: Clark County, Indiana)‏ هي إحدى مقاطعات ولاية إنديانا في الولايات المتحدة. تأسست سنة 1801، بلغ عدد سكانها 110232 نسمة في عام 2010 حسب إحصاء مكتب تعداد الولايات المتحدة وتصل الكثافة السكانية فيها 113.49 نسمة/كم2.

## أعلام
- جون أرمسترونغ
- جيفرسون ك. ديفيس

## وصلات خارجية
- www.co.clark.in.us
- United States Counties